# Dusán cár fenyője
Dusán cár fenyője (szerb nyelven: Бор Цара Душана) hatalmas termetű feketefenyő volt, amely a szerb ortodox Szent Arkangyal templom udvarán állt, Gornje Nerodimlje falu temetőjében, Uroševac közelében, Koszovóban. A fát 1336-ban ültették Dusán István Uroš szerb cár tiszteletére.

## Története
Az idős balkáni páncélfenyő egy, a környéken őshonos fenyőfaj, amely a Šar-hegységben is megtalálható. A fenyő magassága 25 méter volt és törzse másfél méter széles volt, kérgének vastagsága elérte a 10 centimétert és a fa egészséges volt. A fát számos delegáció meglátogatta az évek során. 1926-ban I. Sándor jugoszláv király egy emléktáblát helyezett el itt, melyen a fa ültetésének éve szerepelt. 1961-ben állami védelem alá került, mint védett természeti ritkaság és történelmi emlékhely. A hivatalos szervek felé volt egy beadvány, melynek alapján a Šar-hegység Nemzeti Parkot jelölték természeti világörökségi helyszínnek, az itt található növényritkaságok, valamint biológiai, földrajzi és etnikai változatossága és történelmi öröksége miatt. Az indítványban e fenyőfa is szerepelt. 1961-ben a Szent Arkangyal templomot és környékét felvették a Szerbia Kiemelkedő Fontosságú Kulturális és Műemléki Listájára.

## Pusztulása
1999-ben, a koszovói háború után a fenyőfát kivágták és felgyújtották a templommal és a temetővel egyetemben helyi lakosok, akik visszatértek száműzetésükből, mindezt  tették a nemzetközi közösség szeme láttára. Egyedül a fa csonkja maradt meg, melyet később szintén elégettek. Mivel az összes maradványa is elpusztult az évek során, ezért többé nem látható felszíni nyoma az egykori fenyőfának.

## Fordítás
Ez a szócikk részben vagy egészben  a   Pine of Tsar Dušan című angol Wikipédia-szócikk ezen változatának fordításán alapul.  Az eredeti cikk szerkesztőit annak laptörténete sorolja fel. Ez a jelzés csupán a megfogalmazás eredetét és a szerzői jogokat jelzi, nem szolgál a cikkben szereplő információk forrásmegjelöléseként.